# ريفامونتي أغوردينو
ريفامونتي أغوردينو (بالإيطالية: Rivamonte Agordino) هي بلدية في مقاطعة بلونة، منطقة فنيتة بشمال شرق إيطاليا.
تقع على بعد 90 كيلومترًا (56 ميلًا) شمال البندقية، و20 كيلومترًا (12 ميلًا) شمال غرب بلونة.